# Thor Grønlykke
Thor Buch Grønlykke (født 24. januar 1972 på Østerbro) er en dansk læge og tidligere politiker. 
Han blev i 1990 student fra Østre Borgerdyd Gymnasium. I 2000 blev han uddannet læge fra Københavns Universitet. Speciallæge i Klinisk Farmakologi i 2005.
I 2001 blev han valgt til Københavns Borgerrepræsentation for Socialdemokraterne. Han blev i løbet af valgperioden Socialdemokraternes ordfører i Familie- og Arbejdsmarkedsudvalget. Efter kommunalvalget i 2005 blev han, i forbindelse med konstitueringen af Borgerrepræsentationen, valgt som socialborgmester. Han mistede dog posten efter et par dage, da de daværende partifæller, miljøborgmester Winnie Berndtson og Finn Rudaizky, valgte at blive løsgængere og konstituere sig med de borgerlige partier. Thor Buch Grønlykke var frem til 2009 medlem af Socialudvalget i Københavns Borgerrepræsentation. 
Fra 2010 - 2014 var han medlem af Regionsrådet i Region Hovedstaden, hvor han var budgetordfører for Socialdemokraterne og Socialdemokraternes repræsentant i Bestyrelsen for Danske Regioner. Han genopstillede ikke ved valget i 2014.
I 2004-2005 var han valgt til politisk redaktør i Ugeskrift for Læger, og tilknyttet bestyrelsen for Foreningen af Yngre Læger.
Thor Buch Grønlykke er fast tilskuer ved fodboldklubben FC Københavns hjemmekampe og er aktivt medlem af fanfraktionen Copenhagen Lads.

## Ekstern henvisning
- Thor Grønlykkes personlige hjemmeside Arkiveret 2. januar 2014 hos  Wayback Machine